# Momčilo Vukotić
Momčilo Vukotić (ur. 2 czerwca 1950 w Belgradzie, zm. 3 grudnia 2021) – serbski piłkarz i trener piłkarski, występujący na pozycji napastnika.

## Kariera piłkarska
W swojej karierze grał tylko w dwóch klubach: Partizan Belgrad i Girondins Bordeaux. W Partizanie grał przez 12 lat i był rekordzistą ligi jugosłowiańskiej pod względem ilości występów w klubie – w Partizanie rozegrał 753 oficjalne mecze i zdobył 308 goli. W zespole „Czarno-Białych” trzykrotnie zdobył tytuł mistrza Jugosławii (1976, 1978, 1983) oraz w 1981 Puchar Mitropa. Od czerwca 1978 do czerwca 1979 Vukotić występował we francuskim zespole Girondins Bordeaux, gdzie w 36 spotkaniach w Ligue 1 zdobył 8 goli. Karierę zakończył 1 czerwca 1984 obejmując jednocześnie stanowiska dyrektora technicznego Partizana.
| Sezon   | Klub               | Kraj       | Rozgrywki          | Mecze | Bramki |
| ------- | ------------------ | ---------- | ------------------ | ----- | ------ |
| 1967/68 | Partizan Belgrad   | Jugosławia | 1. liga Jugosławii | 2     | 0      |
| 1968/69 | Partizan Belgrad   | Jugosławia | 1. liga Jugosławii | 15    | 8      |
| 1969/70 | Partizan Belgrad   | Jugosławia | 1. liga Jugosławii | 29    | 6      |
| 1970/71 | Partizan Belgrad   | Jugosławia | 1. liga Jugosławii | 32    | 12     |
| 1971/72 | Partizan Belgrad   | Jugosławia | 1. liga Jugosławii | 26    | 3      |
| 1972/73 | Partizan Belgrad   | Jugosławia | 1. liga Jugosławii | 29    | 11     |
| 1973/74 | Partizan Belgrad   | Jugosławia | 1. liga Jugosławii | 30    | 7      |
| 1974/75 | Partizan Belgrad   | Jugosławia | 1. liga Jugosławii | 27    | 14     |
| 1975/76 | Partizan Belgrad   | Jugosławia | 1. liga Jugosławii | 33    | 7      |
| 1976/77 | Partizan Belgrad   | Jugosławia | 1. liga Jugosławii | 0     | 0      |
| 1977/78 | Partizan Belgrad   | Jugosławia | 1. liga Jugosławii | 34    | 11     |
| 1978/79 | Girondins Bordeaux | Francja    | Ligue 1            | 36    | 8      |
| 1979/80 | Partizan Belgrad   | Jugosławia | 1. liga Jugosławii | 24    | 5      |
| 1980/81 | Partizan Belgrad   | Jugosławia | 1. liga Jugosławii | 24    | 6      |
| 1981/82 | Partizan Belgrad   | Jugosławia | 1. liga Jugosławii | 30    | 9      |
| 1982/83 | Partizan Belgrad   | Jugosławia | 1. liga Jugosławii | 32    | 5      |
| 1983/84 | Partizan Belgrad   | Jugosławia | 1. liga Jugosławii | 28    | 8      |

## Kariera reprezentacyjna
W reprezentacji młodzieżowej wystąpił 11 razy i zdobył 4 gole (1967–1968). W reprezentacji U-21 wystąpił 12 razy i zdobył 3 gole (1969–1974), a w reprezentacji Jugosławii wystąpił 14 razy i zdobył 4 gole. Zadebiutował w niej 20 września 1972 w Turynie w spotkaniu przeciwko Włochom przegranym 1:3, a również w tym meczu Vukotić zdobył swojego pierwszego gola w kadrze. Ostatni raz w reprezentacji wystąpił 4 października 1978 w Zagrzebiu w spotkaniu przeciwko Hiszpanii, który Jugosławia przegrała 1:2.
- 1. 20 września 1972 Turyn,  Włochy –  Jugosławia 3:1
- 2. 30 października 1974 Belgrad,  Jugosławia –  Norwegia 3:1
- 3. 16 marca 1975 Belfast,  Irlandia Północna –  Jugosławia 1:0
- 4. 19 listopada 1975 Belgrad,  Jugosławia –  Irlandia Północna 1:0
- 5. 18 lutego 1976 Tunis,  Tunezja –  Jugosławia 2:1
- 6. 24 lutego 1976 Algier,  Algieria –  Jugosławia 1:2
- 7. 17 kwietnia 1976 Banja Luka,  Jugosławia –  Węgry 0:0
- 8. 24 kwietnia 1976 Zagrzeb,  Jugosławia –  Walia 2:0
- 9. 5 października 1977 Budapeszt,  Węgry –  Jugosławia 4:3
- 10. 13 listopada 1977 Bukareszt,  Rumunia –  Jugosławia 4:6
- 11. 16 listopada 1977 Saloniki,  Grecja –  Jugosławia 0:0
- 12. 30 listopada 1977 Belgrad,  Jugosławia –  Hiszpania 0:1
- 13. 5 kwietnia 1978 Teheran,  Iran –  Jugosławia 0:0
- 14. 4 października 1978 Zagrzeb,  Jugosławia –  Hiszpania 1:2

## Kariera trenerska
Vukotić trenował w karierze Partizan Belgrad, zespoły z Grecji (Panionios GSS, PAOK FC), Cypru (Apollon Limassol, Ethnikos Achnas i Anorthosis Famagusta), Farul Konstanca z Rumunii oraz drużynę narodową Cypru w latach 2001–2004. Ostatnio prowadził PAOK Saloniki, z którego został zwolniony w roku 2007.